# Silverstenört
Silverstenört (Alyssum murale) är en korsblommig växtart som beskrevs av Franz de Paula Adam von Waldstein-Wartemberg och Pál Kitaibel. Enligt Catalogue of Life ingår Silverstenört i släktet stenörter och familjen korsblommiga växter, men enligt Dyntaxa är tillhörigheten istället släktet stenörter och familjen korsblommiga växter. Arten förekommer tillfälligt i Sverige, men reproducerar sig inte. Silverstenört har även visat sig kunna ta upp tungmetaller ur jorden. 

## Underarter
Arten delas in i följande underarter:
- A. m. murale
- A. m. stojanoffii

## Bildgalleri

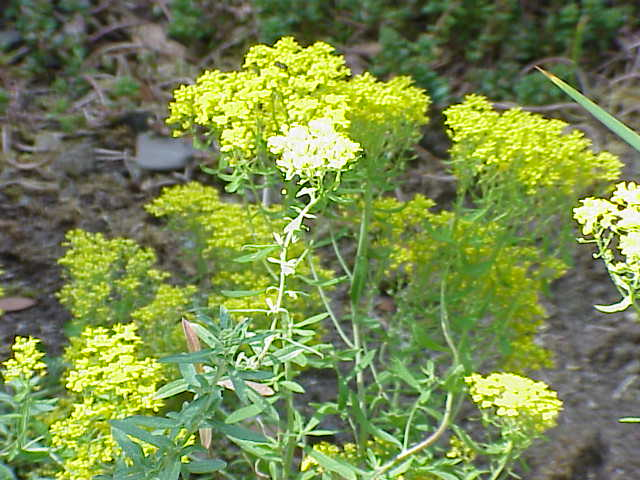
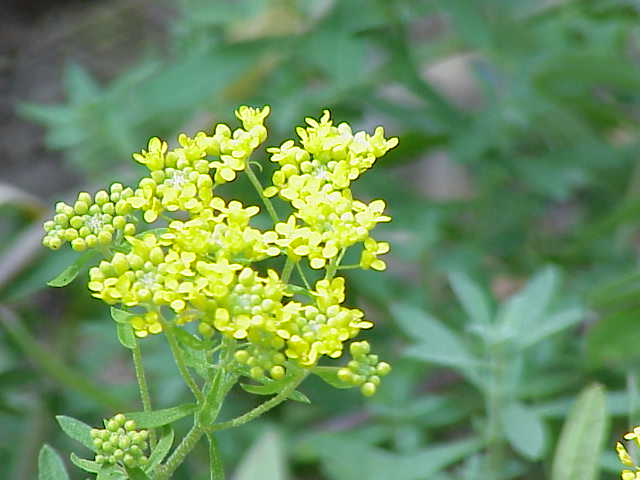
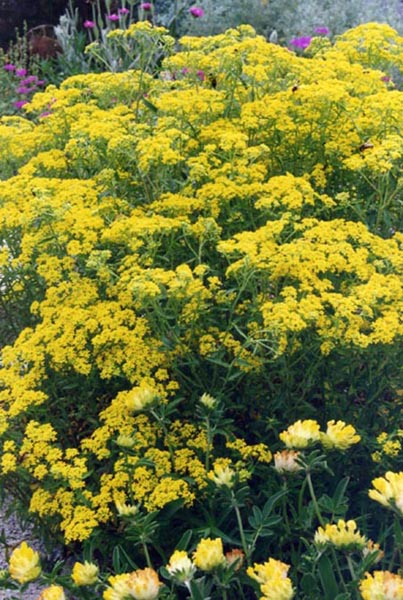